# DDHC
DDHC is een Nederlandse hockeyclub uit de Noord-Brabantse plaats Raamsdonksveer.
De club werd opgericht op 3 september 1992 uit een fusie tussen HC Den Dunc (24-10-1977) en HC Hercules (7-6-1974). DDHC speelt op Gemeentelijk Sportpark aan de Kloosterweg. Het eerste herenteam kwam tot het seizoen '17-'18 uit in de derde bondsklasse maar degradeerde toen naar de vierde klasse. Het eerste damesteam komt sinds seizoen ‘18-‘19 ook uit in de vierde klasse van de KNHB.